# Яблонович, Эли
Эли Яблонович (англ. Eli Yablonovitch; род. 15 декабря 1946, Пух-бай-Халлайн, Австрия) — американский физик и предприниматель. Труды в основном посвящены оптоэлектронике, фотонике, лазерной физике. Лауреат многих престижных премий.
В 1967 году получил степень бакалавра в Университете Макгилла. В 1969 году получил степень магистра и в 1972 году получил степень доктора философии в Гарвардском университете. Опубликовал одну из первых статей о фотонных кристаллах  и создал экспериментальные образцы. Вскоре после его публикации вышла статья Саджива Джона на эту же тему  .
Также его исследования позволили повысить коэффициент полезного действия солнечных батарей и улучшить эффективность лазеров.
Является членом Национальной академии наук США и Американской академии искусств и наук, иностранным членом Лондонского королевского общества.

## Награды
- Премия Вуда (1996)
- Приз Юлиуса Шпрингера по прикладной физике (2001)
- IET Mountbatten Medal[англ.] (2010)
- Премия Харви (2012)
- Премия Ранка (2014)
- Медаль Исаака Ньютона (2015)
- Премия Оливера Бакли (2016)
- Медаль Эдисона (2018)
- Медаль Бенджамина Франклина Института Франклина (2019)
- Медаль Фредерика Айвса (2019)